# Gabriel Plautz
Gabriel Plautz (Vorname auch Gabriele; Nachname auch Plautius, Plautzius, Plavec, Plautzio, Blautz, Plantz; Beiname Carniolus; * vermutlich um 1585 in Ljubljana, Herzogtum Krain, Innerösterreich; † 11. Januar 1641 in Mainz) war Hofkapellmeister und Komponist in Mainz.

## Leben
Über Plautz' Jugend und Ausbildung gibt es keine gesicherten Erkenntnisse. Aufgrund seines Stils wird vermutet, dass er seine Ausbildung in Italien, möglicherweise bei Ruggiero Giovannelli, erhielt.
Am 10. April 1612 wurde er Hofkapellmeister in Mainz am Hof des Kurfürsten und Erzbischofs Johann Schweikhard von Cronberg, wo er die Nachfolge von Jan Le Febure antrat.

## Werke
- Flosculus vernalis sacras cantiones missas aliasque laudes B. Mariae, Aschaffenburg 1621, Vokalstücke für 3 bis 8 Stimmen und Basso Continuo; Faksimile-Nachdruck Ljubljana 1997, hrsg. v. Tomaž Faganel, ISMN M-709004-03-4